# Лешнівська сільська рада
Лешнівська сільська рада — орган місцевого самоврядування у Бродівському районі Львівської області. Адміністративний центр — село Лешнів.

## Загальні відомості
Лешнівська сільська рада утворена в 1939 році.

## Населені пункти
Сільській раді підпорядковані населені пункти:
- с. Лешнів
- с. Грималівка
- с. Королівка
- с. Лісове
- с. Піски

## Склад ради
Рада складається з 16 депутатів та голови.

### Керівний склад ради
| ПІБ                    | Основні відомості                                                        | Дата обрання | Дата звільнення |
| ---------------------- | ------------------------------------------------------------------------ | ------------ | --------------- |
| Іщук Степан Іванович   | Сільський голова, 1951 року народження, член Української Народної Партії | 26.03.2006   | 31.10.2010      |
| Гудима Любов Андріївна | Сільський голова, 1956 року народження, освіта вища, позапартійна        | 31.10.2010   | 25.10.2015      |
| Білик Василь Юліанович | Сільський голова, 1972 року народження, освіта вища, позапартійний       | 25.10.2015   | 26.12.2020      |

Примітка: таблиця складена за даними джерела